# Tosevskiana sithoniensis
Tosevskiana sithoniensis är en skalbaggsart som beskrevs av Kral 1998. Tosevskiana sithoniensis ingår i släktet Tosevskiana och familjen Melolonthidae. Inga underarter finns listade i Catalogue of Life.